# ATOMIC Web Authoring Tool
ATOMIC Web Authoring Tool es una herramienta que permite la creación de aplicaciones de realidad aumentada para exportarlas a cualquier sitio web. Fue desarrollada especialmente para no-programadores y es un proyecto hijo de ATOMIC Authoring Tool.
Fue creado como un front end (interfaz gráfica) para la usar biblioteca Flartoolkit sin tener que saber programar.
La interfaz fue escrita en el lenguaje de programación Processing y está licenciado bajo la Licencia GNU GPL. El núcleo fue escrito en ActionScript 3.
Es multiplataforma lo que permite que se pueda usar en los sistemas operativos Microsoft Windows y Ubuntu
La primera versión estable de ATOMIC Web Authoring Tool es la 0.4 desarrollada el 31 de marzo de 2010.
La principal motivación de ATOMIC Web es proporcionar a la comunidad una herramienta, de código abierto, que se pueda modificar con facilidad y que no exija demasiados conocimientos técnicos para integrar la tecnología de la realidad aumentada dentro de cualquier sitio web.